# Канторово множество
Канторовото множество е математически обект, представляващ множество от точки, онагледявано най-лесно чрез повтаряема (до безкрайност) геометрична конструкция. Той носи името на германския математик Георг Кантор, който през 1883 го коментира и установява нетривиалните му свойства, макар впоследствие да се изяснява, че първоначалното му откритие е направено през 1875 от Хенри Джон Стивън Смит.
Най-простата конструкция на канторовото множество представлява премахване на средната третина от линеарен сегмент и повтаряне на операцията върху получените части:
Тази конструкция са обобщава за обекти с по-висока размерност, квадрати, кубове и многомерните им аналози, като множеството бива наричано „Канторов прах“. След работите на Беноа Манделброт това се счита и за един от най-простите фрактали.
|  |  |

Нетривиално свойство на Канторовото множествое, че то е равномощно на континуума, от който е получено.